# Grba (riba)
za druge pomene glej Grba (razločitev)
Grba (znanstveno ime Barbus plebejus) je sladkovodna riba iz družine krapovcev.

## Opis
Grba je na prvi pogled precej podobna sorodni mreni. Ima dolgo, vretenasto in bočno rahlo stisnjeno telo s precej dolgo glavo, na koncu katere so podstojna usta z mesnatimi ustnicami. Na koncu zgornje strani gobca ima dva mesnata izrastka, še dva pa sta na ustnih kotičkih. V ustih ima grba trirede goltne zobe. Oči so majhne in se nahajajo visoko na temenu.
Grba je po hrbtu rumeno rjave barve z zelenkastim odtenkom, boki so zlati, trebuh pa je rumeno bele barve. Vse neparne plavuti imajo temne pike, repna plavut pa je globoko zarezana.
Samci grbe spolno dozorijo v 2. ali 3. letu starosti, samice pa šele v četrtem letu. Ob spolni zrelosti grbe merijo med 25 in 30 cm, kar je tudi povprečna velikost, ki jo te ribe dosežejo, čeprav lahko v izjemnih primerih dosežejo celo do 60 cm. Drstijo se od maja do junija v velikih jatah na peščenih ali prodnatih tleh. Samice na kamenje prilepijo od 6000 do 7000 iker rumenkaste barve.
Glavna hrana grb so drobne ličinke žuželk, razni črvi in drugi talni nevretenčarji.

## Razširjenost
Grba je razširjena v rekah Italije, ter v Sloveniji in Hrvaški.
V Sloveniji je grbe moč najti v porečju Soče, v Rižani, Dragonji, Reki ter v manjših vodotokih jadranskega porečja.